# Општина Илва Маре (Бистрица-Насауд)
Илва Маре (рум. Ilva Mare) општина је у Румунији у округу Бистрица-Насауд.
Oпштина се налази на надморској висини од 851 m.